# Ґуннар Скельд
Ґуннар Скельд (швед. Gunnar Sköld, 24 вересня 1894 — 24 червня 1971) — шведський велогонщик.
Бронзовий призер Олімпійських Ігор 1924 року в роздільній командній гонці.
Чемпіон світу з велоперегонів на шосе 1921 року в аматорській груповій шосейній гонці.